# Nicole Le Douarin
Nicole Le Douarin (Lorient, 20 de agosto de 1930) es una investigadora de nacionalidad francesa dedicada a la biología y embriología.

## Biografía
Le Douarin se licenció en ciencias naturales y en 1965 se doctora, comenzó su carrera como profesora entre los años (1954-1960). En 1960 se desempeñó como investigadora en el Centro Nacional de Investigación Científica (CNRS) hasta 1965 y entre 1965 y 1971 catedrática, fue profesora titular de una cátedra en la Universidad de Nantes hasta finales de 1975. En este mismo año fue directora del Instituto de embriología del CNRS y del Colegio de Francia, y en 1976 se convirtió en directora del Instituto hasta 1988 y catedrática en el Colegio de Francia. Se ha desempeñado como profesora honoraria del Colegio de Francia y secretaria perpetua de la Academia de las Ciencias Francesa.

## Contribución científica
El área de investigación de Nicole Le Douarin es la embriología y el desarrollo fetal. Contribuyó de una manera importante a una mejor comprensión en la formación de la cresta neural, con el desarrollo en 1969 de una técnica original de visualización de la diferenciación y migración de las células embrionarias, utilizando quimeras (la fusión de células embrionarias en un mismo individuo) de pollo y de codorniz. Esta aproximación ha permitido avances cruciales en el conocimiento de los sistemas nervioso e inmunitarios y le supuso un reconocimiento científico internacional incontestable.

## Reconocimientos
Ha recibido el reconocimiento al ser elegida miembro de la National Academy of Sciences. En 1965 recibió numerosos  premios y honores, en 1986 la Medalla de Oro del CNRS. En 1989 fue nombrada miembro extranjero de la Royal Society y en 2004 entró a la «Conseil de surveillance de la Fondation pour l'innovation politique» y de la Academia Pontificia de las Ciencias.